# 瓦默里维尔
瓦默里维尔（法語：Warmeriville，法語發音：[vaʁməʁivil]）是法国马恩省的一个市镇，位于该省北部，属于兰斯区。

## 地理
瓦默里维尔（49°21'2"N, 4°13'19"E）面积23.25 平方千米，位于法国大東部大區马恩省，该省份为法国东北部内陆省份，北起阿登省，西北接埃纳省，西南接塞纳-马恩省，南至奥布省，东南接上马恩省，东临默兹省。
与瓦默里维尔接壤的市镇（或旧市镇、城区）包括：欧松斯、梅尼勒莱皮努瓦、厄特雷日维尔、叙普河畔伊勒、拉瓦讷。
瓦默里维尔的时区为UTC+01:00、UTC+02:00（夏令时）。

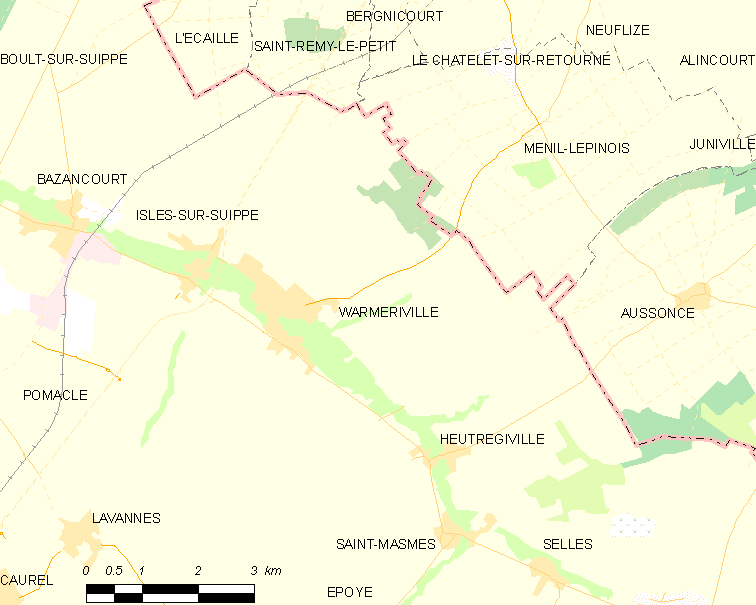
瓦默里维尔的OSM定位图

## 行政
瓦默里维尔的邮政编码为51110，INSEE市镇编码为51660。

## 政治
瓦默里维尔所属的省级选区为勃艮第-弗雷讷县。

## 人口

1962-2008年间瓦默里维尔人口变化图示

瓦默里维尔于2022年1月1日时的人口数量为2689人。